# Microsoft BizTalk Server
Microsoft BizTalk Server, spesso definito semplicemente come BizTalk, è un middleware ed una soluzione proposta da Microsoft per il Business Process Management (BPM).
Attraverso l'uso di "adattatori", che sono adeguati per comunicare con i diversi sistemi software utilizzati in una grande impresa, esso permette alle aziende di automatizzare e integrare i processi aziendali. Prodotto da Microsoft, fornisce le seguenti funzioni: Business Process Automation, Business Process Modeling, Business-to-business di comunicazione, e Enterprise Application Integration Message Broker.
Lo sviluppo di BizTalk Server è stato fatto tramite Microsoft Visual Studio.
In uno scenario comune, BizTalk permette alle aziende di integrare e gestire i processi aziendali attraverso lo scambio di documenti commerciali, quali ad esempio gli ordini di acquisto e le fatture, tra diverse applicazioni, all'interno o anche al di fuori dei confini organizzativi.
Il runtime di BizTalk Server è costruito su una architettura  Publish/subscribe.
I messaggi vengono pubblicati nel sistema, e poi ricevuti da uno o più iscritti attivi.

## Versioni per Windows
- 2000 - BizTalk Server 2000
- 2002 - BizTalk Server 2002
- 2004 - BizTalk Server 2004   (First version to run on Microsoft .NET 1.0)
- 2006 - BizTalk Server 2006   (First version to run on Microsoft .NET 2.0)
- 2007 - BizTalk Server 2006 R2   (First version to utilize the new Windows Communication Foundation via native adapter)
- 2009  - BizTalk Server 2009 (First version to work with Visual Studio 2008)

## Features
Ecco le caratteristiche principali:
- Adattatori specifici per linee di applicazioni Business  (eg. Siebel, SAP, IFS Applications, JD Edwards, Oracle), Databases (Microsoft SQL Server, Oracle DB, DB2) e altri  (Tibco, J2EE, etc)
- un motore per  regole in un formato pseudo-inglese. Questo però secondo un modello di intelligenza artificiale Forward chaining.
- Business Activity Monitoring (BAM), che gestisce una dashboard e una visione grafica su come si sta operando sul processo Business.
- Un modello di  Dashboard unitario per l'amministrazione e la gestione del programma.
- Funzionalità native EDI (Electronic Data Interchange) che supportano pienamente  X12, HIPAA e  EDIFACT.(BizTalk 2006 R2)
- acceleratori che offrono supporti per gli standards  RosettaNet, HL7, SWIFT, etc.
- Abilità di creare modelli grafici di processi business in visual studio, mappando graficamente   (mediante  functoids) tra i vari differenti messaggi e creando pipelines
- L'utente può automatizzare tutti i processi  via Orchestrations.
- BizTalk si integra pienamente con Office, InfoPath and SharePoint e consente workflow process.
- Ampio supporto per Webservices (consuming and exposing)
- Supporto RFID